# Didier Ndong
Didier Ibrahim Ndong, né le 17 juin 1994 à Lambaréné (Gabon), est un footballeur international gabonais. Il évolue actuellement au poste de milieu de terrain au Esteghlal FC en Persian Gulf Pro League.

## Biographie

### Carrière en club

#### Cercle Mbéri Sportif
Ndong débute en amateur au Gabon, plus précisément au Cercle Mbéri Sportif. Il est promis à un très grand avenir à en juger par ses performances. Il ne jouera qu'une saison dans son club formateur avant d'aller chercher un nouveau défi.

#### CS Sfaxien
En 2012, Ndong rejoint la Tunisie, avec le CS Sfaxien alors entraîné par Nabil Kouki. Il y fait ses débuts professionnels. Il fait ses débuts le 26 septembre 2012 lors d'un match de championnat face au JS Kairouan. Il commence le match en tant que titulaire et participe pendant 80 minutes à la victoire du CS Sfaxien. Il ne joue qu'un match avec l'équipe A lors de sa première saison.
La saison suivante, le nouvel entraîneur du club, Ruud Krol, lui accorde sa confiance et le fait jouer plus régulièrement tout en le repositionnant en milieu droit. Le 14 avril 2013, il marque son premier but avec le CS Sfaxien à l'occasion d'un match face au Stade Tunisien. Il fera, au total, 18 apparitions dont 2 buts marqués. Il remportera le championnat après avoir brillamment aidé son équipe. Il s'agira du huitième titre de son équipe.
Il brille encore avec le CS Sfaxien dans les compétitions africaines où il a marqué le premier but lors de la finale de la coupe de la confédération face au T.P. Mazembe et qui a été décisif pour gagner le titre.
Il commence sa troisième saison avec le club tunisien malgré quelques convoitises européennes. Il réalisera une bonne saison, avec 16 matchs joués (16 en tant que titulaire), pour 1 but. Par la suite, il est suivi par plusieurs clubs de Ligue 1, dont notamment le FC Lorient, l'AS Saint-Étienne ou encore le SC Bastia.
Lors du mercato hivernal, il quitte le club de ses débuts en professionnel pour rejoindre la France. Il totalise 40 matchs et 3 buts lors de son passage au CS Sfaxien.

#### FC Lorient
Le 3 janvier 2015, Ndong s'engage 4 ans avec le FC Lorient en échange d'un million d'euros. Il fait ses débuts avec Lorient à l'occasion d'un match de Ligue 1 face au Stade de Reims. Il est entré en jeu à la 70e minute, en remplaçant Raffidine Abdullah (victoire 1-3).
Le 9 mai 2015, il délivre une passe décisive pour Romain Philippoteaux lors d'un match de Ligue 1 face au FC Metz (victoire 0-4).
Lors de sa première saison au FC Lorient, il réalise de bonnes performances, malgré un faible temps de jeu (12 matchs dont 9 titulaire). Il sera trop souvent pénalisé par des cartons jaunes et rouges, qui auront des conséquences sur son temps de jeu.
Le 20 septembre 2015, il marque un bijou avec le FC Lorient, lors d'un match de Ligue 1 face à l'AS Monaco (victoire 2-3). C'est, par ailleurs, son premier but avec le FC Lorient. 1 mois plus tard, Ndong marque à nouveau un but. II réalise une grosse performance, et contribue à la victoire importante des siens face à l'ESTAC (victoire 4-1).

#### Sunderland AFC
Le 30 août 2016, il rejoint le club de Sunderland.
Il marque son premier but avec Sunderland le 4 février 2017 contre Crystal Palace (victoire 4-0).

#### En Avant de Guingamp
Le 28 décembre 2018, libre de tout contrat, il s'engage avec l'En avant de Guingamp.

#### Dijon FCO
Le 29 juillet 2019, il s'engage pour 4 ans avec le Dijon FCO.
Il joue 32 matches toutes compétitions confondues (dont 27 en Ligue 1) lors de sa première saison en Bourgogne.
Il s'impose comme titulaire indiscutable au milieu de terrain.
Sa deuxième saison avec le club bourguignon est bien plus compliqué, auteur de prestations moyennes et ayant plusieurs écarts de comportements. Le club décidera d’ailleurs de le sanctionner en le faisant entraîner à part des autres joueurs, dans un « loft » avec plusieurs autres joueurs ayant eu les mêmes soucis d’indiscipline.
Il est prêté pour un an avec option d'achat au Yeni Malatyaspor, mais voit son prêt être cassé au cours de la saison à la suite de salaires impayés. 
De retour en Bourgogne, il parvient à convaincre le nouveau coach du Dijon FCO, Omar Daf, et se fait réintégrer dans le groupe professionnel lors de la préparation d'avant-saison. Néanmoins, Ndong retombe dans ses travers durant la saison, et se fait de nouveau écarter du groupe professionnel après être revenu en retard de sélection. 

### Carrière internationale
Fraîchement éliminé avec les panthères du Gabon -17 ans face au Congo après tirs au but en qualification de la coupe d'Afrique de 2011, l'entraîneur Albert Mbouronot alors responsable des -23 le convoque pour compléter la liste devant affronter le Swaziland en aller retour.
Belle pioche puisque lors de ce match Didier Ndong, alors entré en jeu, marque le troisième but qui permet au Gabon de l'emporter par 3 buts à 1 à Libreville. Le match retour ne sera qu'une formalité et Didier Ndong ne quittera plus jamais le groupe jusqu'au sacre en finale contre le Maroc, pays organisateur. En 2012, Anicet Yala, l'entraîneur de l'équipe nationale du Gabon des moins de 20 ans, convoque Ndong, d'abord pour l'ultime tour contre le Burkina Faso et pour participer à la Coupe d'Afrique des Nations juniors en Algérie ou le Gabon sera éliminé au premier tour dans un groupe assez relevé (République démocratique du Congo, Mali et Nigeria). À noter que lors du premier match face à la RDC il est élu Man of the Match par la CAF.
Entre-temps, sous les ordres de Paulo Duarte le 14 novembre 2012, il connaît sa première sélection avec le Gabon lors d'un match amical à Libreville face au Portugal (3-3), match durant lequel Ndong entre après 65 minutes de jeu. En janvier 2013 il est convoqué pour la double confrontation face à la Tunisie le 13 janvier 2013 (1-1) à Abou Dabi, où Ndong joue tout le match, et le 15 janvier 2013 à Beyrouth face au Liban où il ne jouera pas. Puis lors des matchs de qualification pour la Coupe du monde 2014 face au Congo, il commence le match en tant que titulaire et joue 83 minutes avant d'être remplacé par Romaric Rogombé (match nul 0-0). Face au Niger (victoire 4-1), il joue tout le match.

#### Coupe d'Afrique des nations 2015
En 2014, il est dans le groupe du Gabon pour participer à la Coupe d'Afrique des nations. Il commence le premier match en tant que titulaire face au Burkina Faso, en jouant 63 minutes. Il se manifeste en se créant plusieurs occasions. Le Gabon l'emporte 2-0. Lors du second match face au Congo, il est de nouveau titulaire. Il joue 56 minutes avant d’être remplacé par Guélor Kanga (défaite 0-1). Il commence le troisième et dernier match de poule face à la Guinée équatoriale à la 69e minute, en remplaçant André Poko (défaite 2-0). Malheureusement, le Gabon termine troisième de sa poule et est éliminé de la compétition.

## Palmarès

### En club
- CS Sfaxien
  - Champion de Tunisie en 2013.
  - Vainqueur de la Coupe de la confédération en 2013.

- En avant de Guingamp
  - Finaliste de la Coupe de la Ligue en 2019.

### En sélection
- Vainqueur de la Coupe d'Afrique des nations des moins de 23 ans en 2011.